# Chiesa di San Basilio (Bonnanaro)
La chiesa di San Basilio è una chiesa campestre situata in territorio di Bonnanaro, centro abitato della Sardegna nord-occidentale.
Ubicata ai piedi del monte Pelau, a circa due chilometri dal centro abitato, si erge in grave stato di conservazione.

Edificata nel XVIII secolo, soppiantando una chiesa più antica, con pietra scapola basaltica, era la chiesa parrocchiale dello scomparso villaggio medievale di Nieddu o Nigellu. Di dimensioni piuttosto grandi, l'edificio, mononavato, presentava una facciata con copertura a capanna sulla quale svettava un campanile a vela ormai crollato.